# 1629
Il 1629 (MDCXXIX in numeri romani) è un anno  del XVII secolo.

## Eventi
- Grave carestia in Friuli.
- Il cardinale Richelieu emana l'Editto di grazia, attraverso il quale conferma la libertà di culto per gli ugonotti.

## Nati

### Gennaio
- 3 gennaio - Lelio Colista, compositore, chitarrista e liutista italiano († 1680)
- 14 gennaio - Cornelis Jansz Mejjer, ingegnere olandese († 1701)
- 23 gennaio - Adolfo di Nassau-Schaumburg, nobile tedesco († 1676)

### Febbraio
- 2 febbraio - Robert Spencer, I visconte Teviot, politico e nobile inglese († 1694)
- 25 febbraio - Francesco Ermanno di Sassonia-Lauenburg, duca († 1666)
- 26 febbraio - Archibald Campbell, IX conte di Argyll, politico e militare scozzese († 1685)

### Marzo
- 9 marzo - Sebastiano Valfrè, presbitero italiano († 1710)
- 19 marzo - Alessio Michajlovič, sovrano († 1676)
- 20 marzo - Anna di Horne, nobildonna belga († 1693)

### Aprile
- 1º aprile - Jean-Henri d'Anglebert, compositore, organista e clavicembalista francese († 1691)
- 7 aprile - Giovanni d'Austria, condottiero e politico spagnolo († 1679)
- 8 aprile - Cesare Macchiati, medico italiano († 1675)
- 14 aprile - Bartolomeo Biscaino, pittore italiano († 1657)
- 14 aprile - Christiaan Huygens, matematico, astronomo e fisico olandese († 1695)
- 16 aprile - Íñigo Fernández de Velasco, VII duca di Frías, generale e politico spagnolo († 1696)
- 23 aprile - Jan Commelin, mercante e botanico olandese († 1690)

### Maggio
- 3 maggio - Bartolomeo Beverini, poeta e storico italiano († 1686)
- 8 maggio - Niels Juel, ammiraglio danese († 1697)
- 23 maggio - Guglielmo VI d'Assia-Kassel, nobile tedesco († 1663)

### Giugno
- 4 giugno - Francesco Maria Imperiale Lercari, doge († 1712)

### Luglio
- 10 luglio - Bandino Panciatichi, cardinale italiano († 1718)
- 19 luglio - Pieter Van Bredael, pittore fiammingo († 1719)
- 28 luglio - Luisa Cristina di Savoia, nobildonna italiana († 1692)

### Agosto
- 5 agosto - Charles Colbert de Croissy, politico e diplomatico francese († 1696)
- 10 agosto - Agostino Scilla, pittore, scienziato e paleontologo italiano († 1700)
- 12 agosto - Isabella Clara d'Austria, duchessa († 1685)
- 13 agosto - Wenzeslaus von Thun, vescovo cattolico tedesco († 1673)
- 16 agosto - Pietro Gioffredo, storico italiano († 1692)
- 17 agosto - Giovanni III Sobieski, re († 1696)
- 31 agosto - Anna Margherita di Assia-Homburg, nobile tedesca († 1686)

### Settembre
- 1º settembre - Dorotea Elisabetta Christiansdatter, contessa danese († 1687)
- 3 settembre - Cornelis Tromp, ammiraglio olandese († 1691)
- 4 settembre - Lorenzo Pasinelli, pittore italiano († 1700)
- 21 settembre - Philip Howard, cardinale e vescovo cattolico britannico († 1694)

### Ottobre
- 3 ottobre - Giovanni Francesco Negroni, cardinale e vescovo cattolico italiano († 1713)
- 3 ottobre - Armand Jean de Vignerot du Plessis, ammiraglio francese († 1715)
- 11 ottobre - Armando di Borbone-Conti, nobile francese († 1666)
- 11 ottobre - Muzio Soriano, arcivescovo cattolico italiano († 1679)
- 11 ottobre - Adolfo Giovanni I del Palatinato-Zweibrücken-Kleeburg, militare svedese († 1689)
- 17 ottobre - Baltasar Carlos di Spagna, principe spagnolo († 1646)
- 18 ottobre - Lodewijk Meyer, latinista, medico e lessicografo olandese († 1681)
- 29 ottobre - Agnes Block, botanica, disegnatrice e illustratrice olandese († 1704)
- 31 ottobre - Carlo II di Gonzaga-Nevers, nobile italiano († 1665)

### Novembre
- 11 novembre - Lodewijck van Ludick, pittore olandese († 1724)
- 17 novembre - Angelo Solimena, pittore italiano († 1716)
- 17 novembre - Giovanni Pietro Tencalla, architetto svizzero († 1702)
- 20 novembre - Ernesto Augusto di Brunswick-Lüneburg, vescovo luterano tedesco († 1698)

### Dicembre
- 2 dicembre - Wilhelm Egon von Fürstenberg, cardinale, vescovo cattolico e abate tedesco († 1704)
- 12 dicembre - Simeon Polockij, poeta, scrittore e presbitero russo († 1680)
- 19 dicembre - Melchor Liñán y Cisneros, arcivescovo cattolico spagnolo († 1708)
- 20 dicembre - Pieter de Hooch, pittore olandese († 1684)

### Senza giorno specificato
- Antoine d'Aquin, medico e chirurgo francese († 1696)
- Albert Auwercx, artista fiammingo († 1709)
- Hendrick Berckman, pittore e disegnatore olandese († 1679)
- Alexander Bruce, II conte di Kincardine, inventore e politico scozzese († 1681)
- Laurent Cassegrain, presbitero e astronomo francese († 1693)
- Francis Couper, scrittore olandese († 1691)
- Jan Coxie, pittore e disegnatore fiammingo († 1670)
- János Kájoni, compositore rumeno († 1687)
- Mary Dering, nobildonna e compositrice inglese († 1705)
- Filippo Di Chiese, militare e architetto italiano († 1673)
- Ebba Sparre, nobildonna svedese († 1662)
- Giacomo Farelli, pittore italiano († 1706)
- Charles Howard, I conte di Carlisle, nobile, politico e militare inglese († 1685)
- Antoine Le Grand, presbitero e filosofo francese († 1699)
- Pierre Legros il Vecchio, scultore francese († 1714)
- Gaspar Méndez de Haro, politico e collezionista d'arte spagnolo († 1687)
- Gabriel Metsu, pittore olandese († 1667)
- Giulio Cesare Milani, pittore italiano († 1686)
- Giacomo Filippo Nini, cardinale italiano († 1680)
- Francesco Rocco, giurista italiano († 1706)
- Giovan Battista Ruoppolo, pittore italiano († 1693)
- Henry Somerset, I duca di Beaufort, nobile inglese († 1700)
- Edward Spragge, ammiraglio irlandese († 1673)
- Pietro Susini, poeta e drammaturgo italiano († 1670)
- Abraham Teniers, pittore fiammingo († 1670)
- Barbara Urslerin, musicista e tastierista tedesca
- Frederick de Wit, cartografo e artista olandese († 1706)

## Morti

### Gennaio
- 7 gennaio - Enrico Federico del Palatinato, principe tedesco (n. 1614)
- 11 gennaio - Giorgio Centurione, politico e militare italiano (n. 1553)
- 13 gennaio - Stefano Pieri, pittore italiano (n. 1544)
- 19 gennaio - ʿAbbās I il Grande, sovrano e militare persiano (n. 1557)
- 23 gennaio - André Schott, gesuita, umanista e teologo fiammingo (n. 1552)
- 27 gennaio - Susan de Vere, nobildonna inglese (n. 1587)
- 28 gennaio - Giacomo Cavalieri, cardinale italiano (n. 1565)
- 30 gennaio - Carlo Maderno, architetto italiano (n. 1556)

### Marzo
- 9 marzo - Girolamo Aleandro, letterato italiano (n. 1574)
- 10 marzo - Volpiano Volpi, arcivescovo cattolico italiano (n. 1559)
- 13 marzo - Basilius Besler, farmacista e botanico tedesco (n. 1561)
- 16 marzo - Emilia di Nassau, principessa (n. 1569)
- 19 marzo - Maria van Utrecht, nobildonna olandese (n. 1551)
- 23 marzo - Francis Fane, I conte di Westmorland, politico inglese (n. 1580)
- 26 marzo - Agnese di Brandeburgo, principessa tedesca (n. 1584)
- 27 marzo - Baldassare Maggi, architetto svizzero
- 29 marzo - Jacob de Gheyn, pittore e incisore olandese

### Aprile
- 9 aprile - Pietro Valier, cardinale e arcivescovo cattolico italiano (n. 1574)
- 14 aprile - Antonio Vassilacchi, pittore greco
- 15 aprile - Salvatore Massonio, letterato, medico e storico italiano (n. 1559)
- 17 aprile - Caterina di Ferdinando de' Medici, nobile (n. 1593)
- 19 aprile - Sigismondo d'India, compositore italiano
- 30 aprile - Hendrik Faydherbe, scultore e poeta fiammingo (n. 1574)

### Maggio
- 8 maggio - Isabella Gesualdo, nobile italiana (n. 1611)
- 14 maggio - Jean Gordon, nobildonna scozzese (n. 1546)

### Giugno
- 18 giugno - Piet Pieterszoon Hein, corsaro, pirata e ammiraglio olandese (n. 1577)

### Luglio
- 8 luglio - Girolamo Borsieri, poeta, scrittore e presbitero italiano (n. 1588)
- 13 luglio - Caspar Bartholin il Vecchio, medico e umanista danese (n. 1585)
- 16 luglio - Luigi Melzi, politico italiano (n. 1554)
- 23 luglio - Bartolomeo Sovero, matematico svizzero (n. 1576)

### Agosto
- 1º agosto - Ottavio Bandini, cardinale e arcivescovo cattolico italiano (n. 1558)
- 4 agosto - Andrea Baroni Peretti Montalto, cardinale e vescovo cattolico italiano (n. 1572)
- 14 agosto - Carlo Gaudenzio Madruzzo, cardinale e vescovo cattolico italiano (n. 1562)
- 15 agosto - Bartolomeo Cesi, pittore italiano (n. 1556)
- 16 agosto - Alessandro d'Aremberg, nobile belga (n. 1590)
- 16 agosto - Stephan Alexander Segesser von Brunegg, ufficiale svizzero (n. 1570)
- 21 agosto - Camillo Procaccini, pittore italiano (n. 1561)
- 23 agosto - Tomas de Lemos, teologo spagnolo (n. 1555)
- 27 agosto - Adam Wągrowicensis, compositore e organista polacco
- 29 agosto - Pietro Bernini, pittore e scultore italiano (n. 1562)
- 29 agosto - Carlotta Caterina de La Trémoille, nobildonna francese (n. 1568)

### Settembre
- 5 settembre - Domenico Allegri, compositore e cantore italiano
- 6 settembre - Antonio Bosio, archeologo maltese (n. 1575)
- 7 settembre - Giovanni XV di Alessandria, vescovo cristiano orientale egiziano
- 13 settembre - Johannes Buxtorf il Vecchio, ebraista e docente tedesco (n. 1564)
- 15 settembre - Marcello Sacchetti, banchiere, mercante e mecenate italiano (n. 1586)
- 17 settembre - Giovanni Faber, botanico, medico e collezionista d'arte tedesco (n. 1574)
- 21 settembre - Jan Pieterszoon Coen, politico e generale olandese (n. 1587)
- 25 settembre - Agostino Gradenigo, patriarca cattolico italiano (n. 1570)

### Ottobre
- 2 ottobre - Pierre de Bérulle, teologo e cardinale francese (n. 1575)
- 2 ottobre - Antonio Cifra, compositore italiano
- 2 ottobre - Giovanni Garzia Mellini, cardinale italiano (n. 1562)
- 3 ottobre - Paolo Agostini, compositore e organista italiano (n. 1583)
- 3 ottobre - Giorgi Saakadze, militare georgiano
- 4 ottobre - Bernardo Castello, pittore italiano (n. 1557)
- 5 ottobre - Heribert Rosweyde, biografo e gesuita olandese (n. 1569)
- 13 ottobre - Petrus Bertius, cartografo, bibliotecario e matematico fiammingo (n. 1565)
- 15 ottobre - Filippo Paruta, numismatico, archeologo e storiografo italiano (n. 1552)
- 22 ottobre - Niccolò Roccatagliata, scultore italiano
- 23 ottobre - Anthony-Maria Browne, II visconte Montagu, nobile e politico inglese (n. 1574)

### Novembre
- 1º novembre - Hendrick ter Brugghen, pittore olandese (n. 1588)
- 15 novembre - Gabriele Bethlen, nobile e generale ungherese (n. 1580)

### Dicembre
- 1º dicembre - Caterina di Nevers, nobile francese (n. 1568)
- 4 dicembre - Grazio Cossali, pittore italiano (n. 1563)
- 18 dicembre - Alessandro Allegri, letterato italiano (n. 1560)
- 23 dicembre - Giovanni I Corner, doge (n. 1551)

### Senza giorno specificato
- Nicolaes Aertsens, pittore fiammingo
- Andrea Andreani, incisore italiano
- Giacomo Bambini, pittore italiano (n. 1582)
- Luis de Bolaños, missionario spagnolo
- Girolamo Branconio, abate, letterato e mecenate italiano
- Domenico Curtoni, architetto italiano (n. 1556)
- Damat Halil Pascià, politico e militare ottomano (n. 1570)
- Giovanni Nicolò Doglioni, matematico e notaio italiano (n. 1548)
- Gaspar Fernandes, compositore portoghese (n. 1566)
- Pietro Fiorini, architetto italiano (n. 1539)
- Angelo Grillo, scrittore e poeta italiano (n. 1557)
- Paolo Guidotti, pittore e scultore italiano (n. 1560)
- Ruy Díaz de Guzmán, esploratore paraguaiano (n. 1554)
- John Holmes, cantore e compositore inglese
- Filippo Teodoro di Liagno, pittore italiano (n. 1589)
- Lorenzo Binago, architetto italiano (n. 1554)
- Giovannangelo Lottini, religioso italiano (n. 1549)
- Fabio Mangone, architetto italiano (n. 1587)
- Avanzino Nucci, pittore italiano
- Giovanni Priuli, compositore e organista italiano
- Simão Rodrigues, pittore portoghese (n. 1560)
- Egidius Sadeler, incisore fiammingo (n. 1570)
- John Speed, cartografo e storico inglese (n. 1552)
- Anna Maria Strada, boema
- Otto van Veen, pittore fiammingo
- Tobias Volckmer, orologiaio tedesco (n. 1560)
- John Whitson, politico britannico (n. 1558)
- Matthæus Yrsselius, religioso belga (n. 1541)
- César de Notre-Dame, scrittore e pittore francese (n. 1553)

## Calendario
| Calendario 1629 | Calendario 1629 | Calendario 1629 | Calendario 1629 | Calendario 1629 | Calendario 1629 | Calendario 1629 | Calendario 1629 | Calendario 1629 | Calendario 1629 | Calendario 1629 | Calendario 1629 | Calendario 1629 | Calendario 1629 | Calendario 1629 | Calendario 1629 | Calendario 1629 | Calendario 1629 | Calendario 1629 | Calendario 1629 | Calendario 1629 | Calendario 1629 | Calendario 1629 | Calendario 1629 | Calendario 1629 | Calendario 1629 | Calendario 1629 | Calendario 1629 | Calendario 1629 | Calendario 1629 | Calendario 1629 | Calendario 1629 | Calendario 1629 |
| --------------- | --------------- | --------------- | --------------- | --------------- | --------------- | --------------- | --------------- | --------------- | --------------- | --------------- | --------------- | --------------- | --------------- | --------------- | --------------- | --------------- | --------------- | --------------- | --------------- | --------------- | --------------- | --------------- | --------------- | --------------- | --------------- | --------------- | --------------- | --------------- | --------------- | --------------- | --------------- | --------------- |
|                 | 1               | 2               | 3               | 4               | 5               | 6               | 7               | 8               | 9               | 10              | 11              | 12              | 13              | 14              | 15              | 16              | 17              | 18              | 19              | 20              | 21              | 22              | 23              | 24              | 25              | 26              | 27              | 28              | 29              | 30              | 31              |                 |
| Gennaio         | Lu              | Ma              | Me              | Gi              | Ve              | Sa              | Do              | Lu              | Ma              | Me              | Gi              | Ve              | Sa              | Do              | Lu              | Ma              | Me              | Gi              | Ve              | Sa              | Do              | Lu              | Ma              | Me              | Gi              | Ve              | Sa              | Do              | Lu              | Ma              | Me              |                 |
| Febbraio        | Gi              | Ve              | Sa              | Do              | Lu              | Ma              | Me              | Gi              | Ve              | Sa              | Do              | Lu              | Ma              | Me              | Gi              | Ve              | Sa              | Do              | Lu              | Ma              | Me              | Gi              | Ve              | Sa              | Do              | Lu              | Ma              | Me              |                 |                 |                 |                 |
| Marzo           | Gi              | Ve              | Sa              | Do              | Lu              | Ma              | Me              | Gi              | Ve              | Sa              | Do              | Lu              | Ma              | Me              | Gi              | Ve              | Sa              | Do              | Lu              | Ma              | Me              | Gi              | Ve              | Sa              | Do              | Lu              | Ma              | Me              | Gi              | Ve              | Sa              |                 |
| Aprile          | Do              | Lu              | Ma              | Me              | Gi              | Ve              | Sa              | Do              | Lu              | Ma              | Me              | Gi              | Ve              | Sa              | Do              | Lu              | Ma              | Me              | Gi              | Ve              | Sa              | Do              | Lu              | Ma              | Me              | Gi              | Ve              | Sa              | Do              | Lu              |                 |                 |
| Maggio          | Ma              | Me              | Gi              | Ve              | Sa              | Do              | Lu              | Ma              | Me              | Gi              | Ve              | Sa              | Do              | Lu              | Ma              | Me              | Gi              | Ve              | Sa              | Do              | Lu              | Ma              | Me              | Gi              | Ve              | Sa              | Do              | Lu              | Ma              | Me              | Gi              |                 |
| Giugno          | Ve              | Sa              | Do              | Lu              | Ma              | Me              | Gi              | Ve              | Sa              | Do              | Lu              | Ma              | Me              | Gi              | Ve              | Sa              | Do              | Lu              | Ma              | Me              | Gi              | Ve              | Sa              | Do              | Lu              | Ma              | Me              | Gi              | Ve              | Sa              |                 |                 |
| Luglio          | Do              | Lu              | Ma              | Me              | Gi              | Ve              | Sa              | Do              | Lu              | Ma              | Me              | Gi              | Ve              | Sa              | Do              | Lu              | Ma              | Me              | Gi              | Ve              | Sa              | Do              | Lu              | Ma              | Me              | Gi              | Ve              | Sa              | Do              | Lu              | Ma              |                 |
| Agosto          | Me              | Gi              | Ve              | Sa              | Do              | Lu              | Ma              | Me              | Gi              | Ve              | Sa              | Do              | Lu              | Ma              | Me              | Gi              | Ve              | Sa              | Do              | Lu              | Ma              | Me              | Gi              | Ve              | Sa              | Do              | Lu              | Ma              | Me              | Gi              | Ve              |                 |
| Settembre       | Sa              | Do              | Lu              | Ma              | Me              | Gi              | Ve              | Sa              | Do              | Lu              | Ma              | Me              | Gi              | Ve              | Sa              | Do              | Lu              | Ma              | Me              | Gi              | Ve              | Sa              | Do              | Lu              | Ma              | Me              | Gi              | Ve              | Sa              | Do              |                 |                 |
| Ottobre         | Lu              | Ma              | Me              | Gi              | Ve              | Sa              | Do              | Lu              | Ma              | Me              | Gi              | Ve              | Sa              | Do              | Lu              | Ma              | Me              | Gi              | Ve              | Sa              | Do              | Lu              | Ma              | Me              | Gi              | Ve              | Sa              | Do              | Lu              | Ma              | Me              |                 |
| Novembre        | Gi              | Ve              | Sa              | Do              | Lu              | Ma              | Me              | Gi              | Ve              | Sa              | Do              | Lu              | Ma              | Me              | Gi              | Ve              | Sa              | Do              | Lu              | Ma              | Me              | Gi              | Ve              | Sa              | Do              | Lu              | Ma              | Me              | Gi              | Ve              |                 |                 |
| Dicembre        | Sa              | Do              | Lu              | Ma              | Me              | Gi              | Ve              | Sa              | Do              | Lu              | Ma              | Me              | Gi              | Ve              | Sa              | Do              | Lu              | Ma              | Me              | Gi              | Ve              | Sa              | Do              | Lu              | Ma              | Me              | Gi              | Ve              | Sa              | Do              | Lu              |                 |